# Dold kamera
Dold kamera, även spionkamera, är en videokamera som är dold och avsedd att filma personer som inte är medvetna om att de blir filmade. Kameran kan antingen vara fast monterad eller bäras av någon som filmar. Upplysningar om pågående kameraövervakning saknas, till skillnad från en övervakningskamera.

## Produkten
Det vanligt att kamerorna är små för att inte väcka uppmärksamhet. Kameran kan vara förklädd som ett annat objekt eller inbyggt i till exempel tv-apparater, brandlarm, klockradio, rörelsedetektorer, kepsar, plantor och mobiltelefoner. Lättillgängligheten och minskat pris har lett till en ökad användning av dolda kameror. Ett exempel på dold kamera är barnflickkamera, som används för att övervaka att en barnvakt inte behandlar barnet eller barnen illa.
Användningen av dold kamera väcker frågor om personlig integritet och beroende på var den används kan det även finnas juridiska aspekter att betänka före användning.

## Som journalistisk metod
Dold kamera, ibland kombinerat med Wallraffande, är en omstridd journalistisk metod där reportern inte har varit helt öppen med sitt syfte.
Enligt Pressens yrkesregler ska dold kamera och annan dold inspelning endast användas i undantagsfall och efter noga övervägande.